# Саллі Рівз
Саллі Рівз (англ. Sally Reeves; нар. 8 липня 1964) — колишня британська тенісистка.
Найвищу одиночну позицію світового рейтингу — 199 місце досягла 27 квітня 1987 року.
Найвищим досягненням на турнірах Великого шолома було 2 коло в одиночному розряді.

## Фінали ITF

### Одиночний розряд: 2 (0–2)
| Результат | Ранг | Дата              | Турнір                  | Покриття | Суперниця     | Рахунок       |
| --------- | ---- | ----------------- | ----------------------- | -------- | ------------- | ------------- |
| Поразка   | 1.   | 13 травня 1984    | Саттон, Велика Британія | Ґрунт    | Крістін Кінні | 6–4, 3–6, 1–6 |
| Поразка   | 2.   | 19 листопада 1984 | Глазго, Велика Британія | Тверде   | Бет Нортон    | 3–6, 4–6      |